# Woniutu (köpinghuvudort i Kina, Heilongjiang Sheng, lat 47,56, long 123,99)
Woniutu (kinesiska: 卧牛吐, 卧牛吐达斡尔族, 卧牛吐达斡尔族镇) är en köpinghuvudort i Kina. Den ligger i provinsen Heilongjiang, i den nordöstra delen av landet, omkring 290 kilometer nordväst om provinshuvudstaden Harbin. Antalet invånare är 12 205. Befolkningen består av 5 961 kvinnor och 6 244 män. Barn under 15 år utgör 16,0 %, vuxna 15-64 år 78 %, och äldre över 65 år 5,0 %.
Runt Woniutu är det ganska tätbefolkat, med 72 invånare per kvadratkilometer. Närmaste större samhälle är Dahudian, 13,7 km väster om Woniutu. Trakten runt Woniutu består till största delen av jordbruksmark.
Genomsnittlig årsnederbörd är 700 millimeter. Den regnigaste månaden är juli, med i genomsnitt 211 mm nederbörd, och den torraste är januari, med 7 mm nederbörd.